# 孤拔号战列舰
孤拔号战列舰（法語：Courbet）是孤拔级战列舰的首艦；本艦於1910年9月1日在布雷斯特兵工廠鋪設龍骨，在第一次世界大戰前建造完工，並以法國著名將領阿梅代·孤拔命名。第一次世界大戰期間，孤拔號幾乎在地中海海域執行任務，在1914年8月時與姊妹艦讓·巴爾號合力擊沉奧匈帝國海軍澤塔號防護巡洋艦，接著與英軍聯手維持奧特朗托封鎖線，將奧匈帝國海軍封鎖在亞得里亞海內。第一次世界大戰結束後，本艦在戰間期經歷數次改裝作業。鑒於多數國家在這段期間建造出性能比孤拔级更好的軍艦，法國海軍遂將本艦退居後線並轉作砲術訓練艦。
當德軍於1940年5月10日開始入侵法國後，孤拔號再次重新武裝，於1940年6月期間支援盟軍部隊防守瑟堡。因法軍在陸上節節敗退，本艦接下來駛往英格蘭樸茨茅斯避難。法國投降後，英國於1940年7月3日執行彈弓行動，將位於樸茨茅斯的孤拔號繳獲，並在1星期後轉交給自由法國海軍。直至1941年3月31日解除武裝並被當作廢船前，本艦被當作倉庫艦和防空砲台使用。1943年時，本艦轉為靶艦使用，用以測試盟軍的「高球」炸彈性能。艦上的發動機與鍋爐在1944年時被拆卸，並在1944年6月的海王星行動期間當作防波堤而被盟軍鑿沉，其殘骸至戰後才拆解。

## 設計

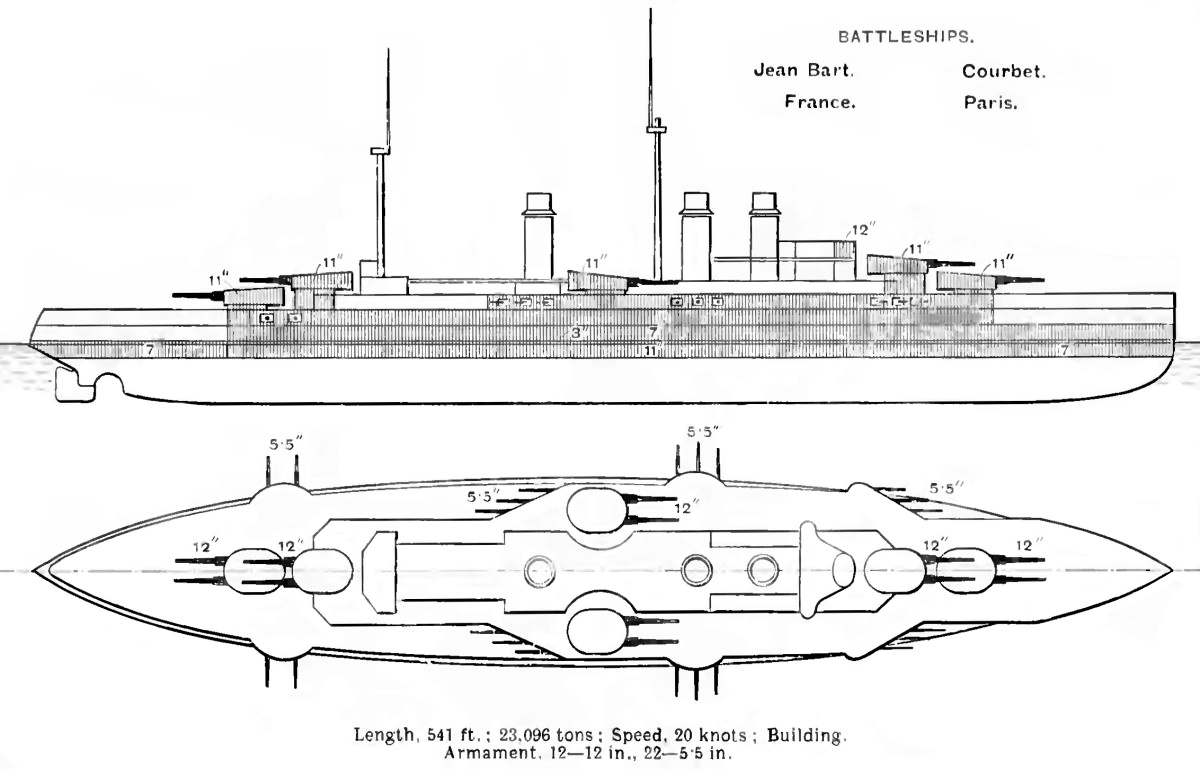
孤拔級描繪圖，出自1912年的布拉希海軍年鑑（Brassey's Naval Annual）。

1909年，法國海軍終於深信採用「全装重型火炮」（All-Big-Gun）設計的英國无畏号战列舰比混合口徑設計的丹东级战列舰還要優越；因此在第二年，新任海軍部長奧古斯汀·布埃·德·拉佩雷爾決定透過參考其中一艘當時外國無畏艦設計方案來為法國海軍建造第一艘無畏艦，並作為1906年海軍計劃的一部分準備推行。新艦船長166（544英尺7英寸）、舷寬27（88英尺7英寸），最大載運量時船艏吃水深度為9.04（29英尺8英寸），標準排水量為23,475公噸（23,100長噸），滿載排水量則為25,579公噸（25,180長噸）。出航執勤時，若是在二等船狀態下可容納1115名乘員，但若是擔任旗艦時則可容納至1187名乘員。動力系統上，新艦將由4組帕森海洋蒸汽輪機公司製造的蒸汽渦輪發動機，每組驅動兩組傳動軸。與其同型艦不同的是，首艦孤拔號使用的是24台貝爾維爾（Belleville）式水管鍋爐提供蒸汽。這些鍋爐皆為燃煤式，並搭配油噴霧器輔助，四軸驅動推進下輸出為28,000匹軸馬力（20,880千瓦特）。本艦在設計時最高航速預定在21節（39每小時；24英里每小時），但在試航時行速最高僅到達20.8節（38.5每小時；23.9英里每小時）。艦上可攜帶2,700長噸（2,700公噸）的燃煤與906長噸（921公噸）的油料，讓本艦在10節（12英里每小時；19每小時）下航行時，其巡航半徑可達4,200海里（7,800）。

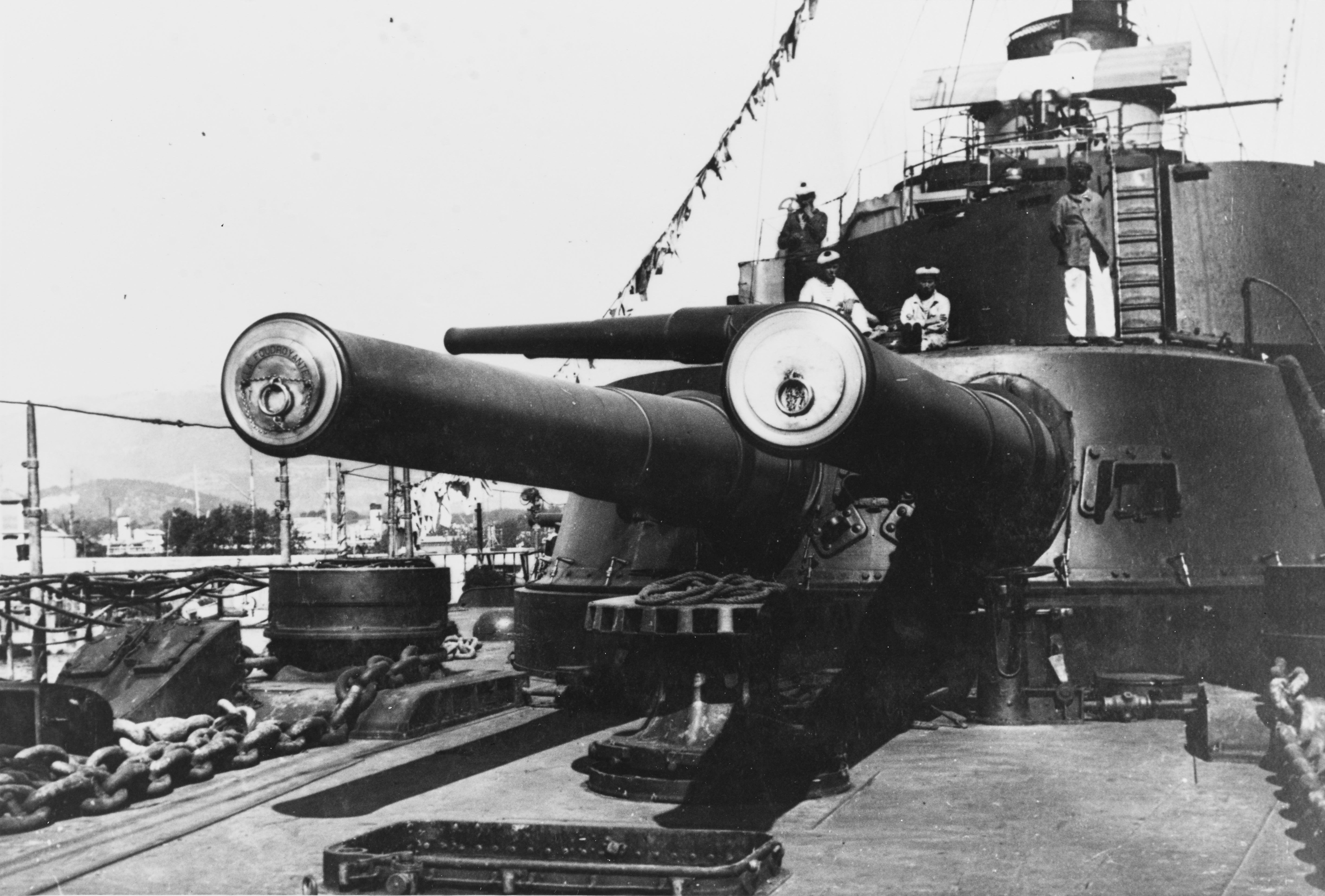
1919年時孤拔號戰艦前主砲塔。

在主要武器上，孤拔號配備12門305（12英寸）45倍徑1910年式火砲在6座雙聯裝砲塔內，其中4座砲塔以背負式佈局平均分配在前後兩甲板，另外2座砲塔則在船舯兩側各配置1座。不過此配置同時造成艦艏過重，海上航行時容易濺起水花，導致艦艏甲板較濕滑。其次要武器包括22門138公釐口徑1910年式海軍砲，這些火炮以單裝方式全配置在船體的炮廓內；4門47（1.9英寸）口徑1902年型火炮平均分成2組放置在兩邊船側的上層建築上。另外在船體水線下舷側區域裝有4組450（18英寸）口徑1909年型魚雷管，每側接有2組魚雷管，配有12枚魚雷；下甲板同時設有倉儲可存放10枚水雷。為了防止水面下的攻擊，孤拔號的水線裝甲帶厚度範圍約在140至250（5.5至9.8英寸）之間，船舯區域裝甲厚度最厚。主砲塔區域由250—360（9.8—14.2英寸）厚度之間的裝甲保護之，炮廓則以160（6.3英寸）厚的裝甲板保護之。弧形裝甲甲板平面厚度為40 mm（1.6英寸），外傾部分為70 mm（2.8英寸）。司令塔正面與側面區域以266（10.5英寸）厚的裝甲保護之；儘管在機艙旁有一縱向並排的艙室，但這些艙室只是用來儲存燃煤或閒置等，並沒有將其改裝成防魚雷艙壁。

## 服役歷程

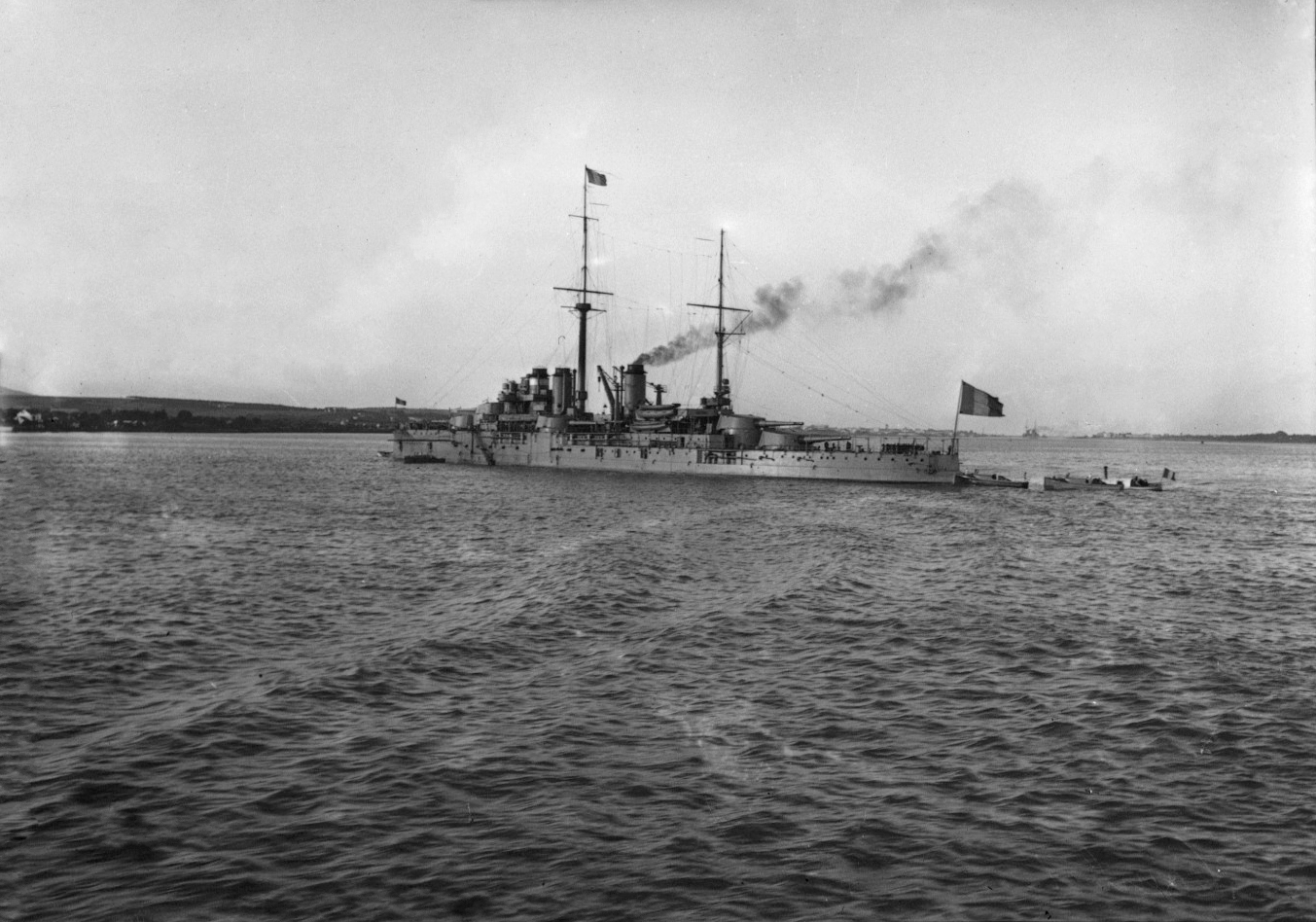
1914年時的孤拔號戰艦。

法國海軍於1910年8月11日下訂孤拔號，其艦名來自前法國海軍上將孤拔。本艦的龍骨於1910年9月1日在布雷斯特兵工廠鋪設，並在1911年9月23日下水。在機械運轉測試結束後不久，法國總統雷蒙·普恩加萊便於1913年6月24日至6月26日間搭乘本艦出訪英國。整體工程於1913年10月8日完工，並於1913年11月19日正式服役，共耗費57,700,000法郎。法國海軍於1913年中旬將孤拔號及让·巴尔号指派到駐紮於土倫的法國地中海艦隊第1分艦隊第1總隊。當海軍中將奧古斯丁·布韋·德·拉佩雷爾於1914年1月5日調任為第1分艦隊指揮官後，拉佩雷爾指定本艦為第1分艦隊旗艦。

### 第一次世界大戰期間

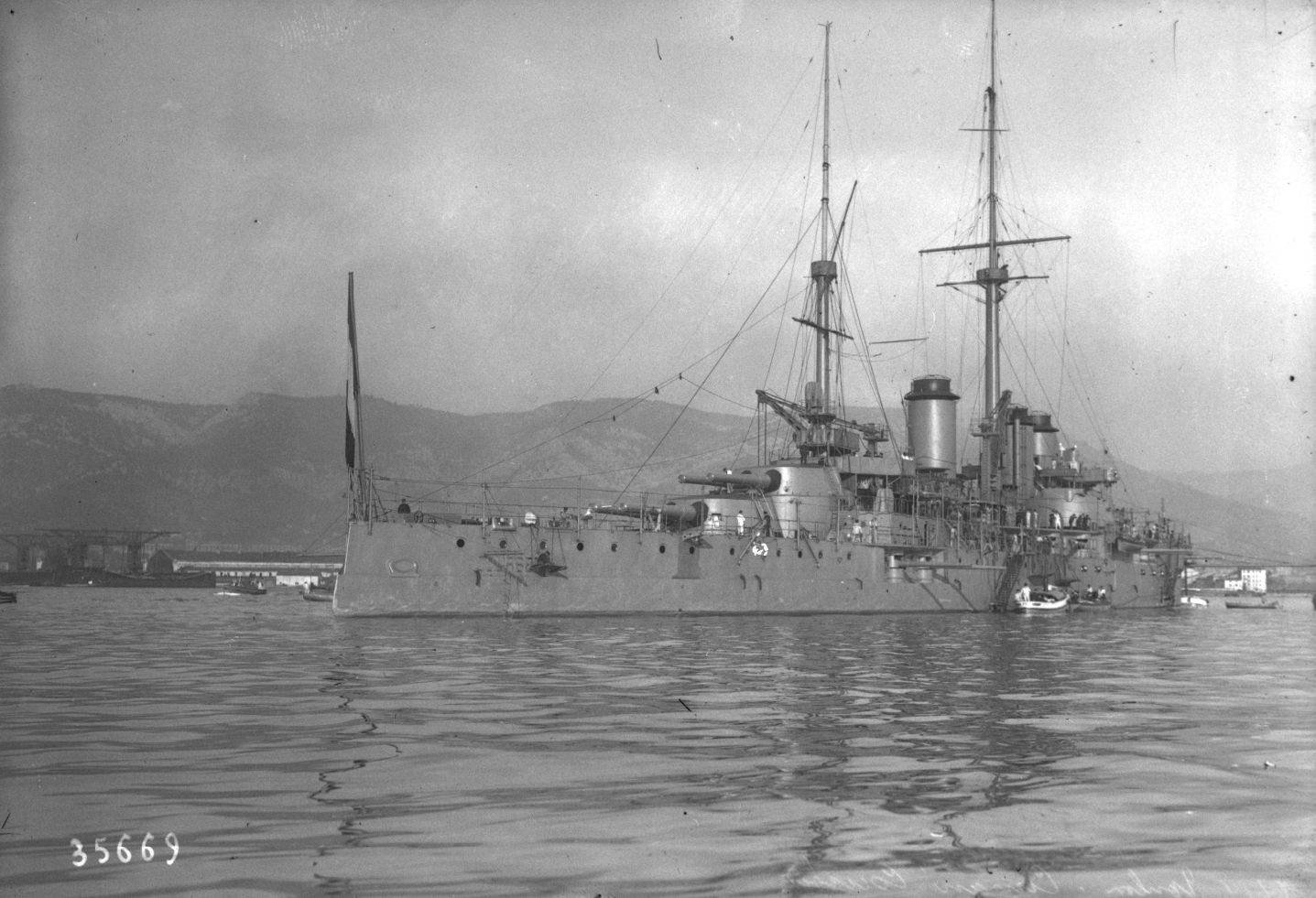
改裝前的孤拔号战列舰。

當法國於1914年8月2日向德國宣戰時，孤拔號因奧古斯丁·布韋·德·拉佩雷爾升格為艦隊指揮官而跟著成為艦隊旗艦。當時法軍並未能掌握德國格本号大巡洋舰的行跡，為了避免在法屬北非與本土之間的海上運輸線遭到突襲，拉佩雷爾將艦隊一分為三，分別掩護往來於運輸線上的部隊運輸艦群。孤拔號被分配到第2戰鬥分艦隊，並隨隊先是前往法屬阿爾及利亞布日伊，接著收到让·巴尔号的火炮突然故障的訊息，無法執行護航任務，與让·巴尔号同行的法兰西号才剛建成而沒有攜帶任何彈藥，因此第2戰鬥分艦隊收到命令後前去西班牙瓦倫西亞與2艦會合，並護送2艦返回土倫。1914年8月7日，孤拔號與孔多塞号共同接手一支在法屬阿爾及利亞到護衛艦隊，並在中途於土倫進行補煤。
之後法國於1914年8月12日對奧匈帝國宣戰，拉佩雷爾為了阻止奧匈帝國海軍突破亞得里亞海，以及避免蒙特內哥羅王國被海上封鎖，因此決定帶領一支艦隊出擊，其目標為奧匈帝國海軍艦隊。出擊的法國艦隊先是於1914年8月15日與一支小型英國艦隊會合，接著艦隊一分為二，主力艦群前往義大利奧特朗托，裝甲巡洋艦群則前往阿爾巴尼亞沿岸執行巡邏任務。當2組艦隊遠離之前，於1914年8月16日發現數艘奧匈帝國軍艦，後來確認是正在執行封鎖蒙特內哥羅沿岸任務的澤塔號及烏蘭號，隨後爆發安提瓦里海戰。孤拔號與讓·巴爾號在海戰中合力擊沉澤塔號防護巡洋艦，但卻讓烏蘭號成功逃脫。海戰過後第二天，拉佩雷爾將旗艦與艦隊旗幟轉移至讓·巴爾號。由於奧匈帝國海軍在安提瓦里海戰後不願再派軍艦前來交戰，法國海軍遂於1914年9月1日派遣孤拔號等艦前往卡塔羅灣砲擊當地的奧軍防禦工事，企圖引誘奧匈帝國艦隊前來對戰，也順便消耗在與澤塔號交戰後已上膛卻未發射的砲彈，但由於奧軍嚴禁任何艦隻出海交戰而未能成功。聯軍主力艦隊接下來除了數次向亞得里亞海出擊未果以外，大多數時間則是在希臘與義大利沿岸之間的奧特朗托封鎖線執行巡邏任務，避免奧匈帝國海軍突破亞得里亞海防線。當讓·巴爾號於1914年12月21日被奧匈帝國海軍U-12號潛艇的魚雷擊傷後，為了避免主力艦再次遭到重創，法國海軍將該海域的主力艦移至馬爾他或比塞大等地，而本艦隨艦隊駐紮在納瓦里諾灣度過1914年末。

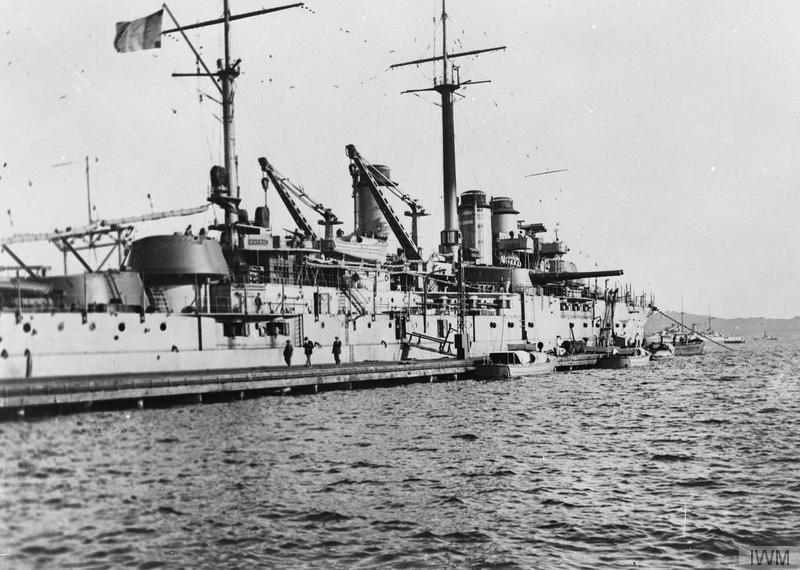
1916年9月24日，孤拔號正停錨於土倫港內。

1915年1月11日，法軍得知一項消息，顯示奧匈帝國海軍艦隊將從波拉海軍基地出擊，因此立刻派遣孤拔號、巴黎号、法兰西号等艦向北前往阿爾巴尼亞沿岸攔截；然而這項消息後來證實是錯誤的，3艦在出擊3天後無功而返並回到原停泊處，並重回伊奥尼亚海執行海上巡邏任務。當義大利於1915年5月23日對奧匈帝國宣戰後，義大利海軍接管亞得里亞海的作戰行動，讓法國海軍得以將主力向後撤至法屬突尼西亞比塞大及馬爾他，以掩護方式維持奧特朗托封鎖線軍力。在接下來一年中某個時期，孤拔號上的47（1.9英寸）口徑火砲改以配置在高角度防空架上，以便當作防空炮用，之後防空架上改為配置一對1891年G式75（3.0英寸）50倍徑艦砲。1916年4月27日，法國從希臘獲得凯法利尼亚岛阿尔戈斯托利港口作為基地，不過此時許多戰艦上的船員為了反潛戰而被轉移至其它艦上，使得本艦接下來執行任務次數降低。1917年初，法軍開始將科孚島當作前線基地，然而此時煤炭短缺嚴重地限制戰艦的出海能力。1918年時，海上戰線幾乎停滯不前，只剩下科孚島基地進行維護和維修工作。法國海軍後來於1918年7月1日將艦隊重組，孤拔號、巴黎號、讓·巴爾號改編至第1戰鬥分艦隊第2總隊。戰爭快結束時，孤拔號上進行了些許改裝，為了讓艦上能操作鳶式氣球，主桅長度被改短了，並且安裝上電動絞盤，但結果並不成功。艦上另加裝7門75（3英寸）口徑1918年型防空炮，這些防空炮是以M1897式75mm野战炮改裝而來。

### 戰間期

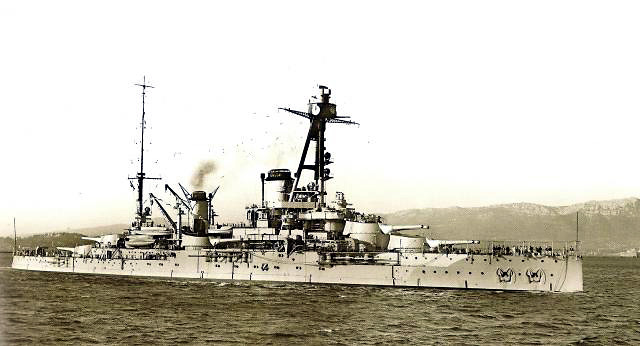
孤拔號改裝後於土倫港之攝像。

當第一次世界大戰於1918年11月11日結束後，孤拔號被調回土倫進行改裝；不過在1919年6月6日至1920年10月20日期間曾擔任艦隊旗艦，由海軍中將夏爾·蒂莫泰·路易·沙利耶（Charles Timothée Louis Charlier）指揮。法國海軍於1920年2月10日將第1艦隊解散，並改由東地中海分艦隊（法語：Escadre de la Méditerranée orientale）及西地中海分艦隊（法語：Escadre de la Méditerranée occidentale）共同管理地中海防務；所有孤拔級戰艦都被分派至西地中海分艦隊中，其中孤拔號、让·巴尔号、巴黎號被分派至第1戰鬥總隊，法蘭西號則被分派至第2戰鬥總隊。沙利耶此時共同指揮西地中海分艦隊以及兩分艦隊的第1戰鬥總隊，而這兩個分艦隊又於1921年7月20日合併為地中海分艦隊。
1922年，本艦於土倫擔任砲術訓練艦。然而在1923年6月6日時，艦上發生一連串的鍋爐失火意外而被迫整修，在1923年7月9日至1924年4月16日於濱海拉塞訥整修期間，順勢為孤拔號進行第一次改裝升級作業。改裝的內容包括更換4台新的燃油式迪·湯普勒鍋爐；前方2座主煙囪相連在一起；主砲最大仰角從12度增至23度，讓最大射程提升至26,000（28,000碼）；艦上防空炮配置改為4門75（3英寸）口徑1918年式火砲；移除船艏裝甲以增加適航性；安裝一套射控指揮儀，包括一4.57（15英尺0英寸）長巴爾-斯特勞德測距儀放置於新的前三腳桅桿頂部上方，以及一7.6（24英尺11英寸）長實驗用巴爾-斯特勞德FX2型雙像符合測距儀放置於後背負式主砲塔頂部，並將主炮塔內長2（6英尺7英寸）的測距儀器移除。改裝後的孤拔號，於1924年8月再度發生鍋爐失火意外，這場意外導致13名人員燒傷，其中3人搶救後仍不幸罹難，而這次意外也導致本艦直到1924年底前一直處在維修狀態，但當維修到可離開船塢的狀態後，孤拔號立刻重回砲術訓練艦的職責。
1925年6月15日至1925年6月19日期間，孤拔號與普羅旺斯號訪問義大利那不勒斯，然後與让·巴尔号及巴黎號在法屬阿爾及利亞凱比爾港會合，隨後於1925年6月26日起與防禦大西洋的軍艦群一同航往比斯開灣，法國總統加斯东·杜梅格接著在瑟堡主持閱兵典禮並審視整個艦隊，最後防禦地中海的軍艦於1925年8月12日返回土倫。1927年1月1日，地中海分艦隊改名為第一分艦隊。兩週過後，孤拔號開始進行漫長地現代化改裝，該工程持續到1931年1月12日才結束。
孤拔號第二次改裝幅度比第一次來的多，其中所有鍋爐不是被更換就是進行大修，工程人員將原本預計要安裝在諾曼第級諾曼第號上的6台燃油式迪·湯普勒鍋爐轉移至孤拔號上，另有16台燃煤式鍋爐從諾曼第級法蘭德斯號上轉移過來，原本艦上的高壓與中壓直驅式渦輪機也全換成齒輪傳動渦輪機；不過在更新後，排水量卻增加到24,748公噸（24,357長噸），導致之後的海試中最高航速僅能達到18.2節（33.7每小時；20.9英里每小時）。艦上的射控系統在這次改裝中也全面更新，前三角桅桿上的火控指揮塔內也安裝上聖尚翁-格蘭納特系統（Saint-Chamond-Granat system），僅有原先裝設在各砲塔內長2（6英尺7英寸）的測距儀仍保留著。4.57（15英尺0英寸）長雙像符合測距儀與3（9英尺10英寸）長的體視測距儀同時安裝在火控指揮塔內，用以測量射擊瞄準目標與實際落彈位置之間的差距。司令塔上方的測距儀換成一4.57（15英尺0英寸）長的測距儀，並與新增在主桅桿旁裝甲罩內的4.57（15英尺0英寸）長測距儀組成雙工系統。原先長7.6（24英尺11英寸）巴爾-斯特勞德測距儀被移除，另加一組8.2（26英尺11英寸）長的測距儀安裝在前甲板的B砲塔頂部；2組2（6英尺7英寸）長的雙像符合測距儀安裝在航行駕駛台上方，這2組測距儀供艦上的次要武器使用。艦上原1918年型防空炮被替換成7門75（3.0英寸）口徑1922年型防空炮，並新增三組長1.5（4英尺11英寸）的高角度測距儀供其使用，其中一組位於司令塔上的雙工系統上方，另一組位於B砲塔頂部，還有一組位於船艉的上層建築上方。新的75（3.0英寸）口徑火砲最大俯角為10度、最大仰角為90度，其使用彈藥重5.93（13.1磅），槍口初速850每秒（2,800英尺每秒）、射速每分鐘8至18輪、最大有效高度為8,000（26,000英尺）。
改裝完工的孤拔號於1931年3月25日時其中一組渦輪機發生故障，因此不得不立刻返回船廠維修。在1931年6月9日至1931年6月12日海試通過後，法國海軍將本艦調到砲術學校訓練組。1932年2月4日至1932年5月27日期間，孤拔號進行數次砲術操演，之後返回船塢重新更換冷凝器及2組內螺旋槳。1933年至1934年間，巴黎號與孤拔號都被分派至訓練總隊，但兩艘艦接下來都很少離開港口執行任務。孤拔號後來在1937年從砲術學校轉移至航海學校，並於1937年4月1日至1938年9月19日間經歷最後一次改裝作業，工作人員趁這一次改裝將原本艦上的魚雷管全部移除，並增加一些哈奇開斯13.2（0.5英寸）口徑防空機槍來加強艦體防空能力，鍋爐部分也在這次改裝中進行全面性檢查及保養。1939年6月10日，法國海軍解散訓練總隊並將孤拔級調派至第5分艦隊第3戰鬥總隊。孤拔號與巴黎號接著於1939年6月14日開始執行巡航任務，2艦在這段期間訪問過凱比爾港及法屬摩洛哥卡薩布蘭卡，然後於1939年7月11日抵達布雷斯特，之後還有訪問過吉貝隆港口。第3戰鬥總隊後來轉為駐紮在第二濱海區，孤拔號在此仍繼續擔任砲術訓練艦。

### 第二次世界大戰期間
當第二次世界大戰於1939年9月爆發後，孤拔號與其姊妹艦巴黎號一同編入第5分艦隊，隨後轉移至法國大西洋艦隊並持續進行砲術訓練任務。在德國於1940年5月10日開始入侵法國後，法國海軍開始動員2艘孤拔級戰艦，讓2艦恢復成可作戰狀態，隨後增派機組人員至艦上待命。同一時間，法國海軍高層指派海軍中將讓-馬利·夏爾·阿布里亞爾為艦隊司令，並要求其防守英吉利海峽沿岸的各個法國港口。2艦在瑟堡加裝6挺霍奇克斯13.2（0.52英寸）口徑雙聯裝機槍與2挺白朗寧13.2（0.52英寸）口徑單裝機槍，以便加強防禦。孤拔號後來於於1940年6月19日奉命向瑟堡的守軍提供砲火支援，以便能抵抗德軍第7裝甲師的攻擊，並支援盟軍撤離該鎮，然而在沒有偵察機的狀況下，本艦提供砲火支援的效果有限。因法軍在陸上節節敗退，孤拔號後來於1940年6月20日航往樸茨茅斯準備避難。法國投降後，本艦於1940年7月3日的彈弓行動中被英國人繳獲，並在1星期後轉交給自由法國海軍。自由法國海軍之後將孤拔號佈署在樸茨茅斯，當作倉庫艦或防空砲台使用。1941年3月31日後，本艦被解除武裝，並改為宿舍艦使用。
在1943年5月9日至1943年12月12日期間，孤拔號曾被移至蘇格蘭史翠芬海灣，最初本艦被用作測試「高球」炸彈的靶艦。「高球」是彈跳炸彈的其中一種版本，比「維修」版本的彈跳炸彈還要小，主要用於襲擊水壩等目標上。諾曼第戰役後，英軍在宝剑海滩興建鵝莓人工港，而盟軍準備將孤拔號移至該區域當防波堤用。由於孤拔號上的發動機和鍋爐已在先前就被移除，並被替換成混凝土，因此英國只得派出咆哮者號（HMRT Growler）與山姆松尼亞號（HMRT Samsonia）兩拖輪在1944年6月7日將孤拔號從韋茅斯拖至寶劍海灘，最後於1944年6月9日將孤拔號鑿沉。隨後在1944年8月15日至17日夜間，本艦被德軍尼格羅人型人操鱼雷擊中；因此本艦可能是戰爭期間唯一一艘被交戰雙方使用秘密武器攻擊的軍艦。戰後，其殘骸被打撈並就地拆解，直到1970年才拆解完畢。

## 延伸閱讀
- Curtis, Des. . London: Grub Street. 2009. ISBN 978-1-906502-51-5 （英语）.
- Dumas, Robert; Guiglini, Jean.  [The French 23,500-Tonne Battleships]. Grenoble, France: Editions de 4 Seigneurs. 1980. OCLC 7836734 （法语）.

## 外部連結
- . Net Marine.   [2018-01-30]. （原始内容存档于2020-02-19） （法语）.
- . Battleship-cruisers.co.uk.   [2018-01-30]. （原始内容存档于2017-10-22） （英语）.